# 仙台裸参り

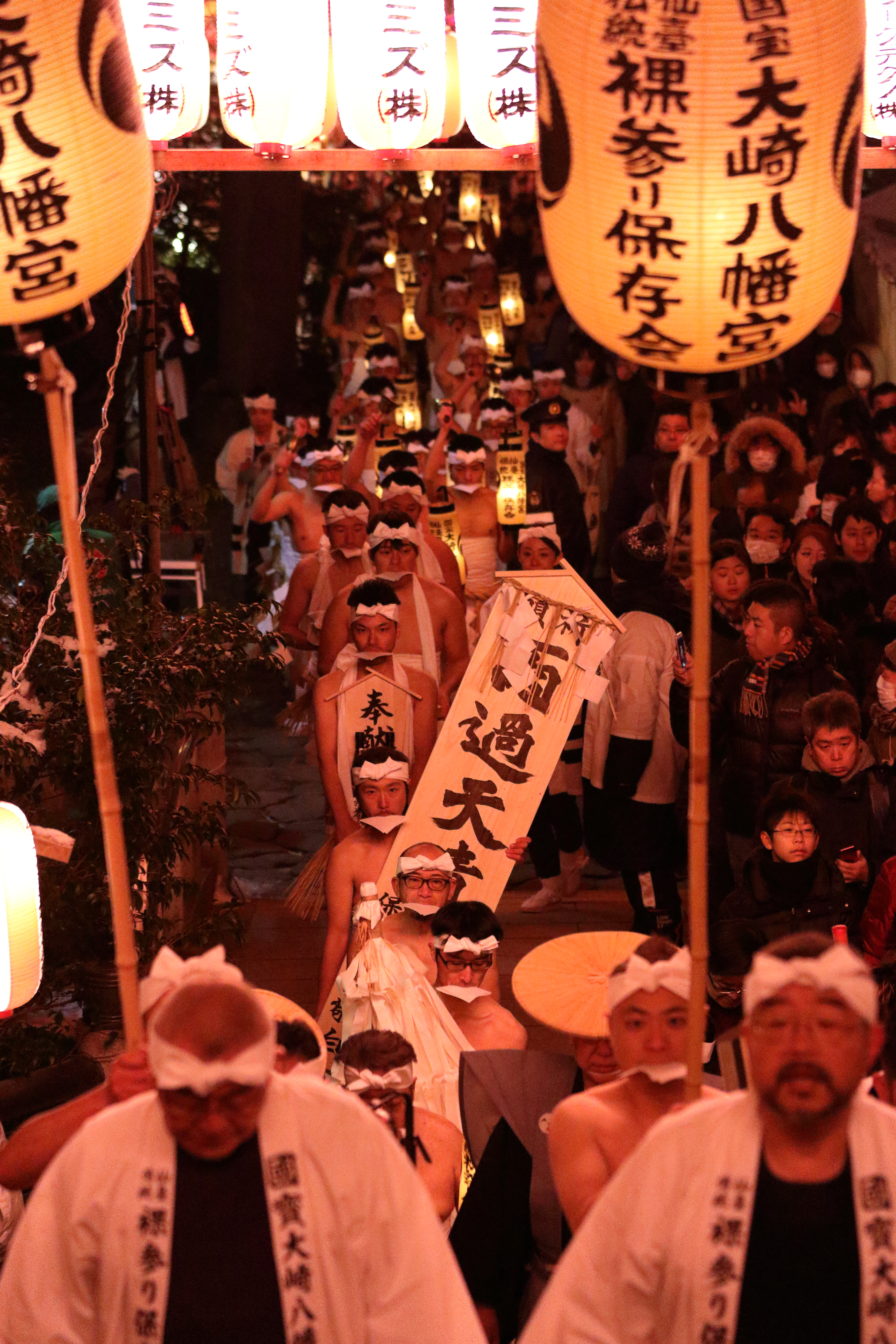
大崎八幡宮松焚祭　仙台裸参り参道をゆく

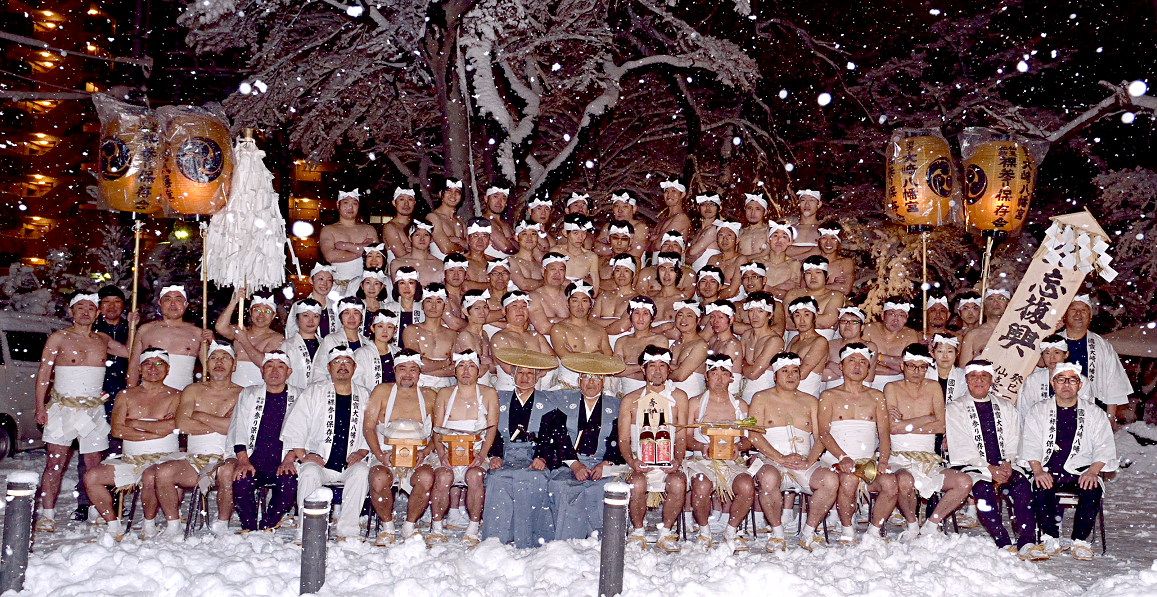
雪の日の仙台裸参り-2013　　大崎八幡宮松焚祭

仙台裸参り（せんだいはだかまいり）は、宮城県仙台市の伝統行事。一年のうちでも最も寒い時期（1月頃）に、晒に草履や草鞋など裸に近い格好で神社に参詣する。仙台裸参りは大崎八幡宮の松焚祭（どんと祭）より広まったとされる宮城県下のどんと祭との関係が強く、県内各地でも裸参りが行われている。
仙台裸参りは南部杜氏をはじめとする酒造業にその起源があると考察されている（詳細後述）が、20世紀後半以降は酒造りの職人から一般市民へと参加者は変化し、企業・大学・病院職員・教員・介護職員・団体などへと広がりを見せている。裸参りの参加者は、1992年（平成4年）の200団体／7,500人をピークに、その後は100団体前後／3,000人前後の規模の参加となっている。2021年は、新型コロナウイルスの感染拡大に伴い、もっとも規模の大きな大崎八幡宮松焚祭でも参加申し込み者が前年の約3,000人から50団体・368人に激減し、県内の他地域では中止するところもあった。

## 裸参りの歴史

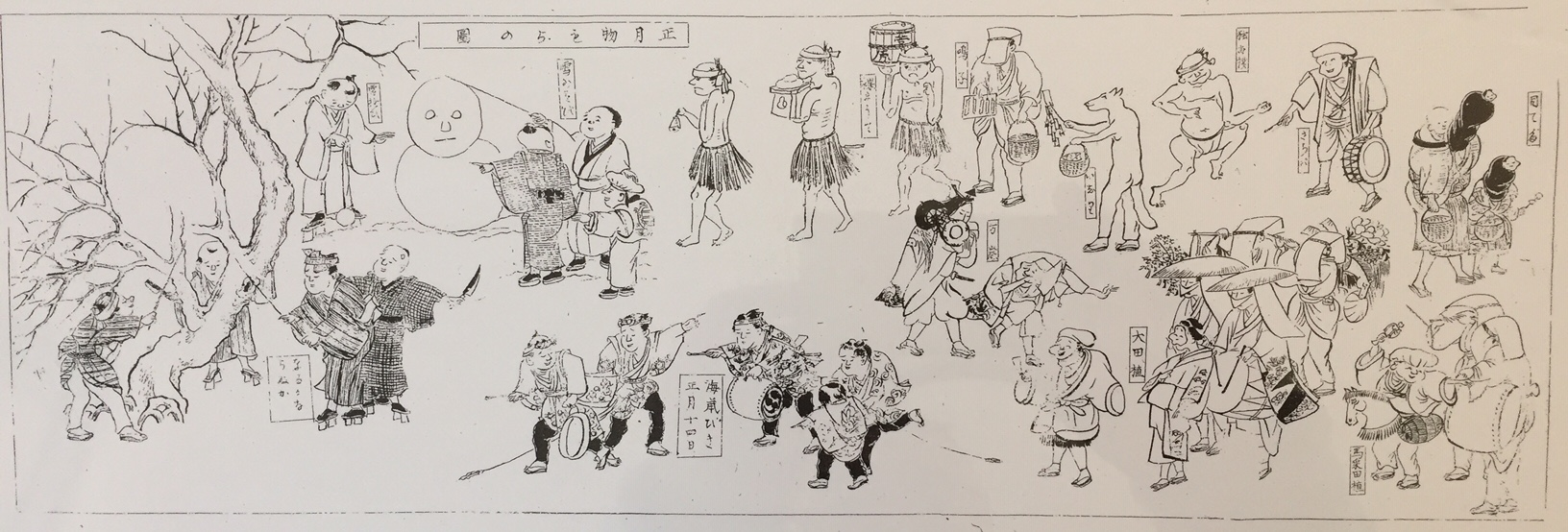
嘉永年間（1848-1854）『仙台年中行事絵巻』「正月風俗」から

『仙臺始源』（安永 - 文化年間成立）に「木下薬師の通夜 木下祭祀の事は三月にあり堂塔の眞圖は爰に出す正月七日の夜諸人群をなして木下薬師に賽す是を七日堂と云通夜する者多し夜籠りといふ寒候薄衣を着て詣る者ある裸参りといふ」とある記述が仙台周辺の「裸参り」の初出とされる。
1849年（嘉永2年）刊行の二世十遍舎一九（著）『奥羽一覧同中膝栗毛』第四篇に掲載された仙台の年中行事（別名『仙臺年中行事大意』）の中には「十五日。大崎入幡宮。十四日夜 より参詣群集す。 この日、門松を入幡の社内にて焚失るなり。」 という記載がある。さらに、1850年（嘉永3年）頃成立と推定される『仙臺年中行事絵巻』の『正月風俗の図』には、注連縄と鉢巻きだけの男性3人（それぞれ、鐘・三方・「菅原」と書かれた桶を持参）の絵と「裸まうて（で）」という注書きが記されており、これらの資料から1840年代後半には「裸参り」が実施されていたと考えられている。『仙臺年中行事絵巻』の絵にある桶に書かれた「菅原」が国分町にあった造り酒屋「菅原家」と推定されることなどから、2006年の仙台市教育委員会作成の資料では、「裸参り」をしていたのが酒屋または杜氏であることは「ほぼ確実であろうと見られている」と記している。
前記仙台市教育委員会資料は、「仙臺では十四日から暁かけて大崎八幡宮に松焚祭を執行され、みちも社もうずまるばかりの盛況である、中にも数百人の裸体詣りが神鈴を鳴らして雪を踏んで寒中の中を進むのが威勢よく見られる、これらを暁詣でといふてゐる。」という郷土資料の記述から、「酒屋の安全祈願」であった「裸参り」が「暁詣で」（アカツキモウデ）という民衆習俗と習合した「『参拝行事』の一形態 と化していった」としている。

## 大崎八幡宮松焚祭（どんと祭）
大崎八幡宮の松焚祭（どんと祭）は、厳かに進められる神道的儀礼を中心にして社家が深くかかわる祭礼行事であることが明らかである。しかし、それとともに暁参りや裸参り、古くは鳥追いなどのかたちで周辺住民が多数かかわる民俗的要素から成り立っていることもまた事実である。
参詣者が持参した注連縄・松飾りを境内に積み上げて焼く松焚祭（大正期以降に「どんと」の呼称が定着したとされる）は、西日本における「左義長」「お柴燈焼き」等と同じ性質の行事と考えられているが、宮城県に関しては近世以前に同様の祭礼がほとんど確認されないため、ほとんどが大崎八幡宮のどんと祭を起点として普及したとみられている。
裸参りには、裸形の人々が神聖性をともなうほど 来訪神化・まれびと化している側面が感じとれる。そういう意味においても、今や裸参りは大崎八幡宮の松焚祭（どんと祭）には欠かすことのできない貴重な民俗習俗となっていると考えられる。

## 酒造業との関連
前記の通り1850年頃『仙臺年中行事絵巻』に描かれた裸参りの男性は酒造業に携わっていたとみられている。
菊地勝之助「仙台郷土事物起原考」（1964年（昭和39年）8月初版）には、「仙台年中行事絵巻に載せてある裸参り姿は、今より約百余年前、仙台城下国分町酒醸家菅原屋（今の千松島醸元菅原家の先代）が醸造の安全を祈願された際のものであるという。」 と記載している。
平成16年版大崎八幡宮のどんと祭のパンフレット「どんと祭　裸まいりの御案内」では「二百五十年余の歴史をもつ、全国でも最大級の正月神送りの神事である大崎八幡神社（ママ）の松焚祭裸まいりは、神々が神の国へ登られるための炎を目指し、厳寒の中、裸で参られるものですが、前述の通り、寒の仕込みに入る酒杜氏の新酒祈願のための神詣でありました。」と記している。
長らく大崎八幡宮の近傍に位置し、氏子総代として神社の運営に携わってきた天賞酒造は、大崎八幡宮の裸参りとは特別に緊密な関係を持ってきたとされる。
佐藤雅也は2000年の『宮城県文化財調査報告書第82集 宮城県の祭り・行事』（宮城県教育委員会）掲載の「大崎八幡宮のどんと祭」において、下記のように指摘した（引用は『大崎八幡宮の松焚祭りと裸参り』による）。
天賞酒造の蔵人の多くは石鳥谷町の北部に位置する紫波町と、隣接する矢巾町からの出稼ぎ労働者で構成された。
岩手県紫波町の志和八幡宮で は「五元日祭」（1月5日）と合わせて町の酒蔵や醤油蔵に勤める若者たちが醸造安全を祈願して裸参りをおこなったといわれている。紫波町は石鳥谷町（現・花巻市）とならんで南部杜氏の里として知られている。このように、南部杜氏の伝統行事として新酒奉納のための裸参りの習俗があったことが知られている。
大崎八幡宮の小正月の裸参りの起源について、文化年間以降に南部杜氏、蔵人が仙台方面へ冬場に出稼ぎに来るようになり、これらの人々が大崎八幡の松焚祭（どんと祭）において裸参りをはじめたのではないかとの推察がある（前掲『宮城県文化財調査報告書第82集　宮城県の祭り・行事』2000年）。 同じく、裸参りは造り酒屋の「杜氏連中」が素裸 の腰に注連飾りを下げただけで鈴を鳴らしつつ寒風をついて参拝して醸造祈願をしたのがはじまりであるとしている。
現在の紫波町青年団高橋一弘会長によると、紫波町でも古くより裸参りが行われており、戦時中一時中断するも青年団の古参より伝播され、現在も続けられている（毎年1月5日志和八幡宮「五元日祭」にて実施）。

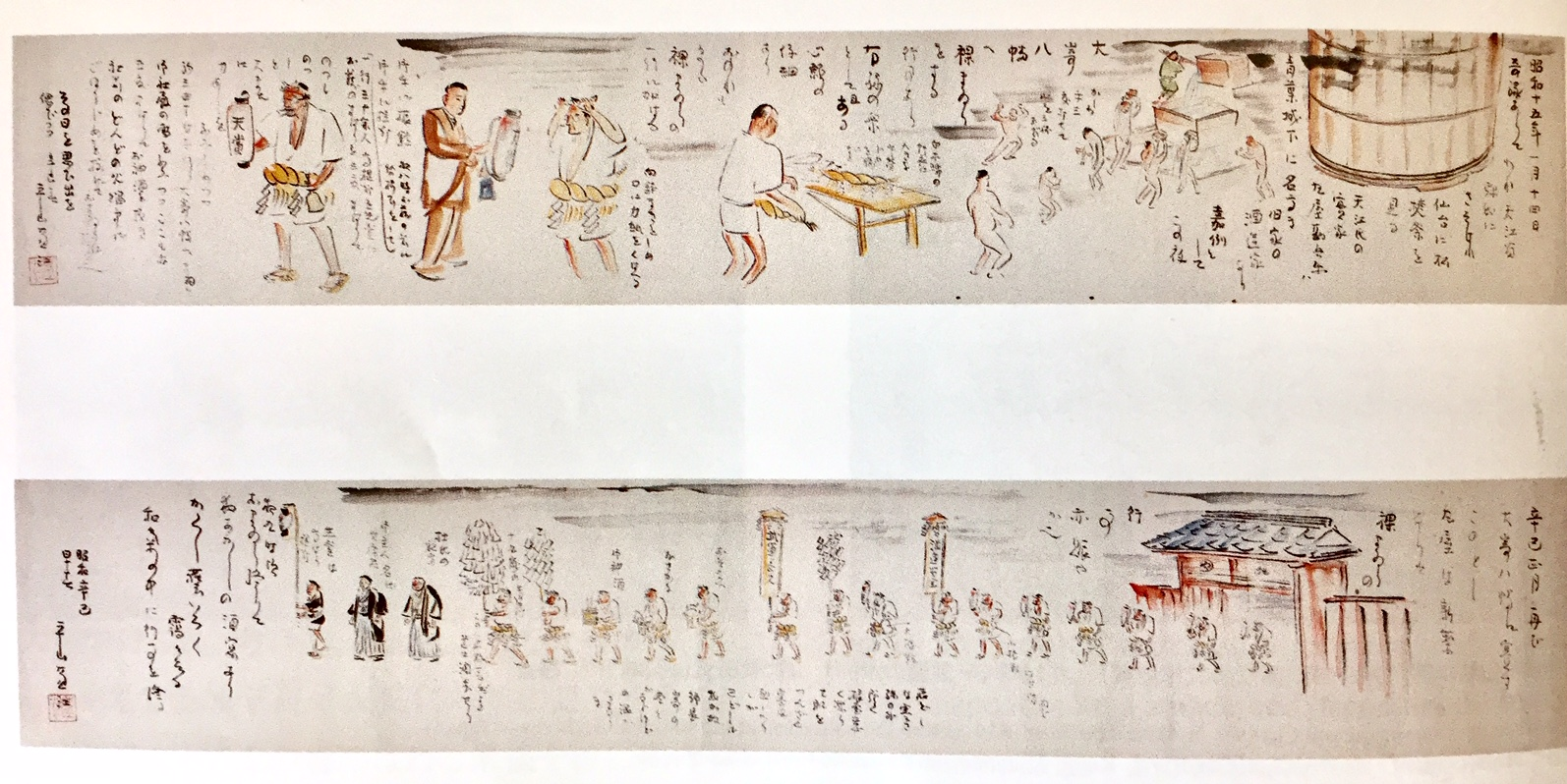
「天賞裸参り絵巻」平山蘆江作-1941年

1941年（昭和16年）に平山蘆江により描かれた「天賞裸参り絵巻」には、1940年および1941年に大崎八幡宮松焚祭の裸参りに参加した平山蘆江自身の目で見た裸参りの様子を知ることができる。以下絵巻中解説文。

## 裸参りの変容
前記の起源から、「仙台裸参り」の正当な作法は酒造業者によるものとされてきた。しかし、1960年代以降に酒造業とは関係のない各種団体が宣伝を兼ねて参加するようになる一方、日本酒消費量の減退に伴う酒造業者の減少が続き、氏子総代だった天賞酒造も川崎町に移転したことで2004年を最後に裸参りに参加しなくなった。このため、酒造業者の作法の伝承を目的に2006年（平成18年）からは、市民有志による「仙臺伝統裸参り保存会」が結成されて裸参りに参加している。保存会は使用する道具類を天賞酒造より借用している。また、1992年には伝統的な様式の参拝者が減少した大崎八幡宮から、近隣の別の神社に参拝先を変更した酒造業者がいたと地元紙の河北新報に報じられている。